# Lycosa shansia
Lycosa shansia là một loài nhện trong họ Lycosidae.
Loài này thuộc chi Lycosa. Lycosa shansia được Henry Roughton Hogg miêu tả năm 1912.